# George Simu
George Simu (n. 4 martie 1862, Gheja – d. 22 aprilie 1934, Dumbrăveni) a fost un deputat în Marea Adunare Națională de la Alba Iulia, organismul legislativ reprezentativ al „tuturor românilor din Transilvania, Banat și Țara Ungurească”, cel care a adoptat hotărârea privind Unirea Transilvaniei cu România, la 1 decembrie 1918.

## Biografie
George Simu s-a născut în comuna Gheja, comitatul Alba într-o veche familie preoțească. Studiile secundare și teologice le-a făcut la Blaj. Urmează mai apoi cursurile Universității din Cluj, Facultatea de Științe ale Naturii.
În anii studenției, acesta publică numeroase poezii și povestiri în coloanele revistelor și ziarelor vremii. Colaborează timp de vreme îndelungată la Amicul Familiei, Preotul Român, Cărțile săteanului român și Familia. Mai târziu, scrie pentru ”Gazeta Transilvaniei”, ”Tribuna”, ”Literatoriul”. Lucrează la cel dintâi număr al revistei Unirea, publicată în Blaj. În 1893 începe redactarea revistei Lumea Literară.
În 1902 mitropolitul Victor Mihaly de Apșa îi încredințează districtul protopopesc al Ibașfalăului, astăzi Dumbrăveni.
A fost trimis în judecată în două procese de presă alături de Aurel Mureșan, Francisc Hossu Longin, Partenie Cosma, Caius Brediceanu și Casiu Maniu.

## Activitate politică
În 1918 George Simu ajunge să conducă Consiliul Național Român din Dumbrăveni împreună cu Marius Peculea. A fost comisarul orânduit de Consiliul Dirigent al Transilvaniei să supravegheze primele examene românești făcute la Liceul Timotei Cipariu din Dumbrăveni.

### Distincții și merite
- Distins cu demnitatea de cameral papal de către papa Benedict al VI-lea la 29 aprilie, 1921;
- Membru al Ordinului Steaua României în grad de ofițer din 29 aprilie, 1921.

## Activitate publicistică
- Nopți de iarnă.  Novele pentru popor, Gherla, 1892;
- Părintele Nicolae. Schițe din viața preoților Gherla, 1897;
- Felicitări în poezii și proză de Anul Nou, ziua nașterii și ziua numelui, Gherla, 1901;
- Versuri religioase și morale, Bistrița, 1904.

## Lectură Suplimentară
- Gelu Neamțu, Mircea Vaida-Voevod, 1 decembrie 1918. Mărturii ale participanților, Editura Academiei Române, 2005. (ISBN 973-27-1258-9)
- Ioan I. Șerban, Nicolae Josan, Dicționarul Personalităților Române. Trimișii românilor transilvăneni la Marea Adunare Națională de la Alba Iulia, Alba Iulia, 2003. (ISBN 973-8141-90-7)
- Daniela Comșa, Eugenia Glodariu, Maria M. Jude, Clujenii și Marea Unire, Cluj Napoca, 1998. (ISBN 973-0007-24-1)